# Comuna Herlev
Herlev (Herlev Kommune) este o comună din regiunea Hovedstaden, Danemarca, cu o suprafață totală de 12,06 km².